# Saudyzacja
Saudyzacja – polityka Królestwa Arabii Saudyjskiej, która polega na nacjonalizacji saudyjskiego rynku pracy, w ramach której firmy i przedsiębiorstwa są zobowiązane do zatrudniania wśród ogółu pracowników określonej liczby pracowników, którzy są obywatelami Arabii Saudyjskiej. W ramach wdrożenia tego planu utworzono program Nitaqat. Przyczyną stworzenia tego programu jest niska liczba pracujących Saudyjczyków – zaledwie 36,4% oraz wysoka liczba obywateli zatrudnionych przez państwo, która sięga 90%. Sektor prywatny jest bowiem zdominowany przez emigrantów, głównie z krajów ościennych. Podobna polityka społeczno-gospodarcza jest w innych krajach Bliskiego Wschodu, nazywana Emiratyzacją (ZEA), Omanizacją (Oman), Kataryzacją (Katar) i Kuwejtyzacją (Kuwejt).